# Пјацано-Пјана ла Фара (Кјети)
Пјацано-Пјана ла Фара (итал. Piazzano-Piana la Fara) је насеље у Италији у округу Кјети, региону Абруцо.
Према процени из 2011. у насељу је живело 742 становника. Насеље се налази на надморској висини од 82 м.